# IC 2862
IC 2862 је лентикуларна галаксија у сазвјежђу Лав која се налази на листи објеката дубоког неба у Индекс каталогу.
Деклинација објекта је + 10° 7' 40" а ректасцензија 11h 28m 43,3s. Привидна величина (магнитуда) објекта IC 2862 износи 16,4 а фотографска магнитуда 17,4. IC 2862 је још познат и под ознакама NPM1G +10.0262, PGC 3091279.